# Untere Fasanerie von Klein-Auheim
Die Untere Fasanerie von Klein-Auheim ist ein Naturschutzgebiet auf dem Gebiet der hessischen Stadt Hanau.

## Lage, Größe, Geologie
Das Naturschutzgebiet liegt südwestlich des Stadtteils Klein-Auheim zwischen dem Klein-Auheimer See und dem Wildpark Alte Fasanerie in den Gewannen Am Hellenbach und Untere Fasanerie. Es ist 42,3 Hektar groß.
Das Gebiet liegt in der Hanau-Seligenstädter Senke. Es besteht aus einem ehemaligen Prallhang eines Altarms des Mains und weist eine Vielfalt an Bodentypen auf, u. a. Sand, Kies, Flussschotter, Lehm, Ton und Stauwasserböden wie Pseudogley und Nassgley.
Zwei Gewässer gehören zu diesem Naturschutzgebiet: der Kohlsee und der Hellenbach. Der Kohlsee entstand durch Kiesabbau, ist 3,5 Hektar groß und bis zu 6,50 Meter tief.

## Bedeutung
Die Untere Fasanerie von Klein-Auheim steht seit 1981 unter Naturschutz. Dahinter steht die Absicht, das Feuchtgebiet, den Baggersee und den Wald mit ihren typischen Pflanzengesellschaften zu erhalten. Damit soll auch der Lebensraum seltener Tiere und Pflanzen gesichert werden.
Das Naturschutzgebiet enthält eine Vielfalt an Biotopen, unter anderem Feuchtwiesen, Röhricht, Großseggenried und Überreste einer Hartholzaue. Im Wald wurden Brutpaare aller sechs Spechtarten beobachtet. Der Hellenbach zeigt an manchen Stellen eine Tendenz zur Verlandung. Der Kohlsee dient mehreren Vogelarten als Rast- und Überwinterungsplatz. Er wird seit 1982 nicht mehr zur Fischerei genutzt.

## Flora und Fauna
Nach Angaben der Unteren Naturschutzbehörde der Stadt Hanau kommen im NSG Untere Fasanerie von Klein-Auheim unter anderem diese Pflanzenarten vor: Wasserfeder (Hottonia palustris), Blasen-Segge (Carex vesicaria), Gewöhnliche Strandsimse (Bolboschoenus maritimus), Fleischfarbenes Knabenkraut (Dactylorhiza incarnata), Breitblättriges Knabenkraut (Dactylorhiza majalis) und Wasser-Greiskraut (Senecio aquaticus).
An Tierarten nennt die Untere Naturschutzbehörde: Wasserralle (Rallus aquaticus), Hohltaube (Clumba oenas), Grünspecht (Picus viridis), Mittelspecht (Dendrocopus medius), Kleinspecht (Dendrocopus minor), Teichrohrsänger (Acrocephalus scirpaceus), Gelbspötter (Hippolais icterina), Pirol (Oriolus oriolus), Grasfrosch (Rana temporaria), Grünfrosch (Rana esculenta Komplex), Erdkröte (Bufo bufo), Teichmolch (Triturus vulgaris), Bergmolch (Triturus alpestris), Gemeine Winterlibelle (Sympecma fusca), Gemeine Sichelschrecke (Phaneroptera falcata), Sumpfschrecke (Mecostethus grossus), Schwalbenschwanz (Papilio machaon), Blauschwarzer Ameisenbläuling (Maculinea nausithous), Schilfeule (Sedina buettneri) und Smaragdspanner (Eucloris smaragdaria).

## Naturdenkmal
Innerhalb des Naturschutzgebiets befindet sich auch ein Naturdenkmal. Die mehr als 500 Jahre alte Stieleiche gilt als mächtigster und ältester Baum in Hanau. Sein Stamm hat einen Umfang von 7,20 Metern. Die Holzmasse wird auf 610 Festmeter geschätzt. Diese Eiche steht mitten im Wald und ist von öffentlichen Wegen aus nicht erkennbar.

## Probleme
Mögliche Beeinträchtigungen für das Naturschutzgebiet können durch Besucher- und Autoverkehr bestehen. Am Rand des Naturschutzgebiets liegen ein Kleingartengelände und der Wildpark Alte Fasanerie.